# Vistlip
vistlip（ヴィストリップ）、日本的視覺系樂團。所屬事務所是デルファイサウンド(delfi SOUND)。

## 團員
- 智（トモ）
  - Vocal
  - 1月13日生、福岡縣出身、
  - 血液型 - A型

- Yuh(ユウ)
  - Guitar
  - 7月28日生、德國巴伐利亚慕尼黑出身
  - 血液型 - A型

- 海（ウミ）
  - Guitar
  - 7月20日生、東京都出身
  - 血液型 - A型

- 瑠伊（ルイ）
  - Bass
  - 11月15日生、兵庫縣出身
  - 血液型 - A型
  - 受L'Arc〜en〜Ciel影響

- Tohya（トーヤ）
  - ドラム
  - 1月3日生、神奈川縣出身
  - 血液型 - A型
  - 受聖女貞德 (搖滾樂團)影響

## 經歷
- 2007年
  - 07月7日 - vistlip結成
- 2008年
  - 04月23日 - 第1張迷你專輯「Revolver」發行
  - 09月3日 - 第1張單曲「Sara」發行
  - 10月8日 - 第2張單曲「alo[n]e」發行
  - 11月5日 - 第3張單曲「drop note.」發行
  - 12月17日 - 期間限定曲「Dead Cherry」發佈（2009年1月31日發佈結束）
  - 12月31日 - stylish wave COUNTDOWN '08-'09出演
- 2009年
  - 3月14日～ - stylish wave CIRCUIT '09 春の嵐 出演（7個地方。到4月12日為止）
  - 04月3日 - 第2張迷你專輯「PATRIOT」發行
  - 07月2日 - 「Japan Expo 2009」（法國・巴黎）以LIVE嘉賓的身分演出。8000人參與的海外初LIVE。
  - 07月7日 - 舉辦首次oneman LIVE「VRGNL RIOT」SHIBUYA O-WEST
  - 07月11日～ - 7月11日～8月16日「stylish wave MAX '09」參加樂團中唯一19個公演全程參與。
  - 08月5日 - 第4張單曲「-OZONE-」發行
  - 10月     - 「Tsukicon」in Finland芬蘭　以LIVE嘉賓的身分演出。
  - 12月9日‐第1張專輯「THEATER」發行
  - 12月23日- 第1張LIVE DVD「BUG」發行
- 2010年
  - 03月7日～ - vistlip oneman live tour[GATHER To the THEATER]全4場公演
  - 03月19日 - vistlip oneman live tour[GATHER To the THEATER]FINAL 赤坂BLITZ
  - 05月12日 - 第5張單曲「STRAWBERRY BUTTERFLY」發行
  - 06月11日～ - vistlip oneman live tour[Re:BIRTH TO SEVEN SHOW CASE]全7場公演
  - 06月23日 - LIVE DVD「GATHER TO the THEATER」發行
  - 07月7日 - 第6張單曲「Hameln」發行
  - 07月7日 - vistlip oneman live tour[Re:BIRTH TO SEVEN SHOW CASE]FINAL SHIBUYA O-EAST
  - 07月7日 - Fan Club「V.I.P. LiST」開始
  - 07月30日　團員全員和工作人員在行經長野縣的高速公路時發生事故，女性經紀人死亡[1]。因此取消夏天的LIVE行程以作為告戒。
- 2011年
  - 02月10日　官方網站再度開始更新。
  - 02月16日　自事故後，當天中午12點團員首次更新BLOG。
  - 03月17日　舉辦Fan Club「V.I.P. LiST 限定LIVE!!」。
  - 04月16日　重新開始樂團活動。
  - 05月7日～ - vistlip oneman live tour[revelation space]全5場公演
  - 06月1日 - 第7張單曲「SINDRA」發售[2]
  - 單曲SINDRA首次打進Oricon公信榜週間前10名。[3]
  - 07月7日 - vistlip oneman live tour[revelation space]FINAL Zepp Tokyo [4]
  - 08月1日 - SCUBERDIVE〜渋谷が大変2011〜出演
  - 08月4日～ - 12012 PRESENTS SUMMER TOUR 12CUP 出演
  - 08月21日 - stylish wave CIRCUIT '11 MAX 出演
  - 08月24日 - V流-Festa 出演
  - 10月19日 - LIVE DVD「revelation space」發行
  - 10月23日 - V-ROCK FESTIVAL '11出演
  - 12月14日 - 第2張專輯「ORDER MADE」發行
- 2012年
  - 03月22日～ - vistlip oneman live tour[the end of ORDER MADE]全19場公演
  - 04月11日 - 第8張單曲「Recipe」發行
  - 07月4日 - 第9張單曲「B」發行
  - 07月7日 - vistlip oneman live [THE END.]公演
  - 10月31日 - 第10張單曲「深海魚の夢は所詮、／アーティスト」發行
  - 12月31日 - Over The Edge'12出演
- 2013年
  - 01月1日 - 第3張迷你專輯「GLOSTER」發行
  - 01月19日～ - vistlip oneman live[FBA]全3場公演
  - 04月3日 - 第11張單曲「CHIMERA」發行
  - 07月7日 - vistlip oneman live tour[TELESCOPE CYLINDER] Zepp Tokyo
  - 07月17日～ - vistlip oneman live[sequence of chronograph]全6場公演
  - 07月17日 - 第3張專輯「CHRONUS」發行
  - 07月17日～ - vistlip oneman live[Good vibes CIRCUIT]全23場公演
  - 12月4日 - 第1張單曲精選「SINGLE COLLECTION」發行
  - 12月25日 - vistlip oneman live tour [Merry Bell]

## 作品

### 單曲
|      | 發行日         | 標題                            | 備注                                                                  |
| 1st  | 2008年9月3日   | Sara                            |                                                                       |
| 2nd  | 2008年10月8日  | alo[n]e                         |                                                                       |
| 3rd  | 2008年11月5日  | drop note.                      |                                                                       |
| 4th  | 2009年8月5日   | -OZONE-                         | 『遊☆戯☆王5D's』第3期EDテーマ Oricon公信榜初登場42位                  |
| 5th  | 2010年5月12日  | STRAWBERRY BUTTERFLY            | Oricon公信榜初登場24位                                                |
| 6th  | 2010年7月7日   | Hameln                          | Oricon公信榜初登場20位                                                |
| 7th  | 2011年6月1日   | SINDRA                          | Oricon公信榜初登場10位                                                |
| 8th  | 2012年4月11日  | Recipe                          | Oricon公信榜初登場12位                                                |
| 9th  | 2012年7月4日   | B                               | Oricon公信榜初登場13位                                                |
| 10th | 2012年10月31日 | 深海魚の夢は所詮、/アーティスト | Oricon公信榜初登場15位                                                |
| 11th | 2013年4月3日   | CHIMERA                         | テレビ朝日系「ポータル ANNニュース&スポーツ」 4月度エンディングテーマ |
| 12th | 2014年4月9日   | Period                          | Oricon公信榜初登場9位                                                 |
| 13th | 2014年8月20日  | Jack                            |                                                                       |

### 迷你專輯
|     | 發行日        | 標題     | 備注 |
| 1st | 2008年4月23日 | Revolver |      |
| 2nd | 2009年4月3日  | PATRIOT  |      |
| 3rd | 2013年1月1日  | GLOSTER  |      |

### 專輯
|     | 發行日         | 標題       | 備注                   |
| 1st | 2009年12月9日  | THEATER    | Oricon公信榜初登場28位 |
| 2nd | 2011年12月14日 | ORDER MADE | Oricon公信榜初登場12位 |
| 3rd | 2013年7月17日  | CHRONUS    | Oricon公信榜初登場14位 |

### DVD
1. BUG(2009.12.23)
2. GATHER TO the THEATER(2010.06.23)
3. revelation space(2011.10.19)
4. THE END.(2012.11.28)
5. FBA(2013.05.29)

## 註解
1. ↑  .   [2013-10-07]. （原始内容存档于2020-10-24）.
2. ↑  .   [2011-06-02].
3. ↑  .   [2011-06-10]. （原始内容存档于2011-08-19）.
4. ↑  .   [2011-07-08].

## 関連項目
- Marvelous AQL
- 視覺系

## 外部連結
- vistlip公式サイト （页面存档备份，存于）
- vistlip的MySpace主頁
- MIC with TOM （页面存档备份，存于） - 智公式ブログ
- LIP SERVICE （页面存档备份，存于） - Yuh公式ブログ
- 右側には何も要らない。 （页面存档备份，存于） - 海公式ブログ
- 666 （页面存档备份，存于） - 瑠伊公式ブログ
- 3本目のスティック （页面存档备份，存于） - Tohya 公式ブログ
- デルファイサウンド （页面存档备份，存于）